# 실례했읍니다
"실례했읍니다"는 한국에서 제작된 박성호 감독의 1959년 영화이다. 양훈 등이 주연으로 출연하였고 임화수 등이 제작에 참여하였다.

## 출연

### 주연
- 양훈
- 양석천
- 이종철

## 기타
- 원작자: 유호
- 조명: 박진수
- 녹음: 이경순
- 미술: 이봉선